# آمبوندرومیفهی
آمبوندرومیفهی (به لاتین: Ambondromifehy) یک منطقهٔ مسکونی در ماداگاسکار است که در دیانا (ماداگاسکار) واقع شده‌است. آمبوندرومیفهی unknown نفر جمعیت دارد و ۳۱۴ متر بالاتر از سطح دریا واقع شده‌است.